# NGC 6060
NGC 6060 is een balkspiraalstelsel in het sterrenbeeld Hercules. Het hemelobject werd op 22 juni 1876 ontdekt door de Franse astronoom Édouard Jean-Marie Stephan.

## Synoniemen
- UGC 10196
- MCG 4-38-25
- ZWG 137.36
- IRAS 16036+2137
- PGC 57110